# Córrego Danta
Córrego Danta là một đô thị thuộc bang Minas Gerais, Brasil. Đô thị này có diện tích 644,92 km², dân số năm 2007 là 3423 người, mật độ 5,3 người/km².